# Згріпчешть
Згріпчешть, Згріпчешті (рум. Zgripcești) — село у повіті Арджеш в Румунії. Адміністративний центр комуни Белець-Негрешть.
Село розташоване на відстані 98 км на північний захід від Бухареста, 18 км на північний схід від Пітешть, 121 км на північний схід від Крайови, 90 км на південний захід від Брашова.

## Населення
За даними перепису населення 2002 року у селі проживали 597 осіб. Усі жителі села рідною мовою назвали румунську.
Національний склад населення села:
| Національність | Кількість осіб | Відсоток |
| -------------- | -------------- | -------- |
| румуни         | 592            | 99,2%    |
| цигани         | 5              | 0,8%     |